# Cenchrus clandestinus
Cenchrus clandestinus es una especie perenne tropical de Poaceae con varios nombres comunes kikuyo, quicuyo, grama gruesa o pasto africano, que proviene de la región de África Oriental, hogar de la nación Kĩkũyũ. Posee rápido crecimiento y agresividad, por lo que se lo categoriza como una maleza en algunas regiones. Sin embargo, es también un pasto popular de céspedes en Australia y en Sudáfrica debido a su baratura y tolerancia a sequía. Además es muy usada como pastura de ganadería, con calidad baja, pero muy rica en proteína.

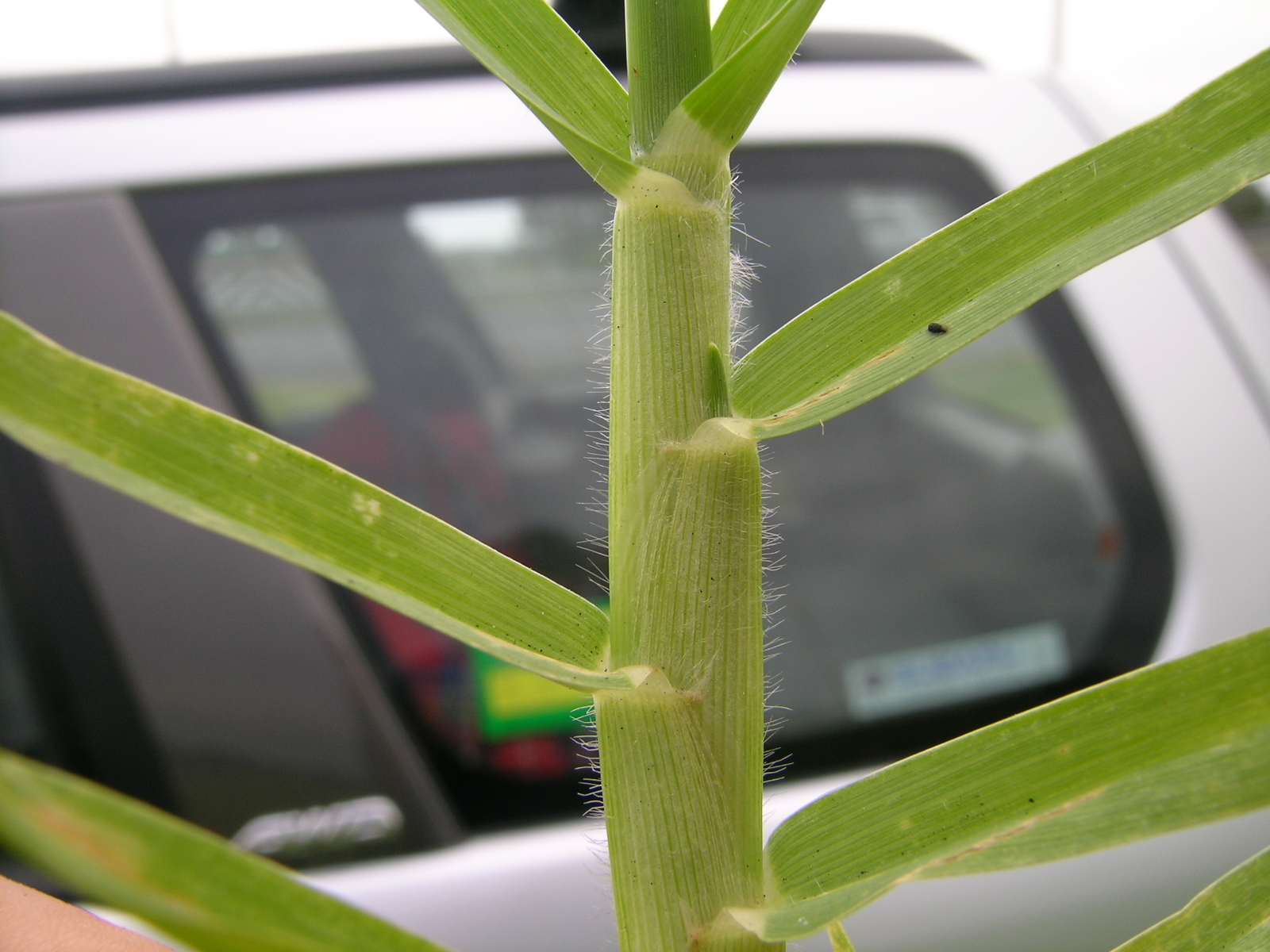
Detalle

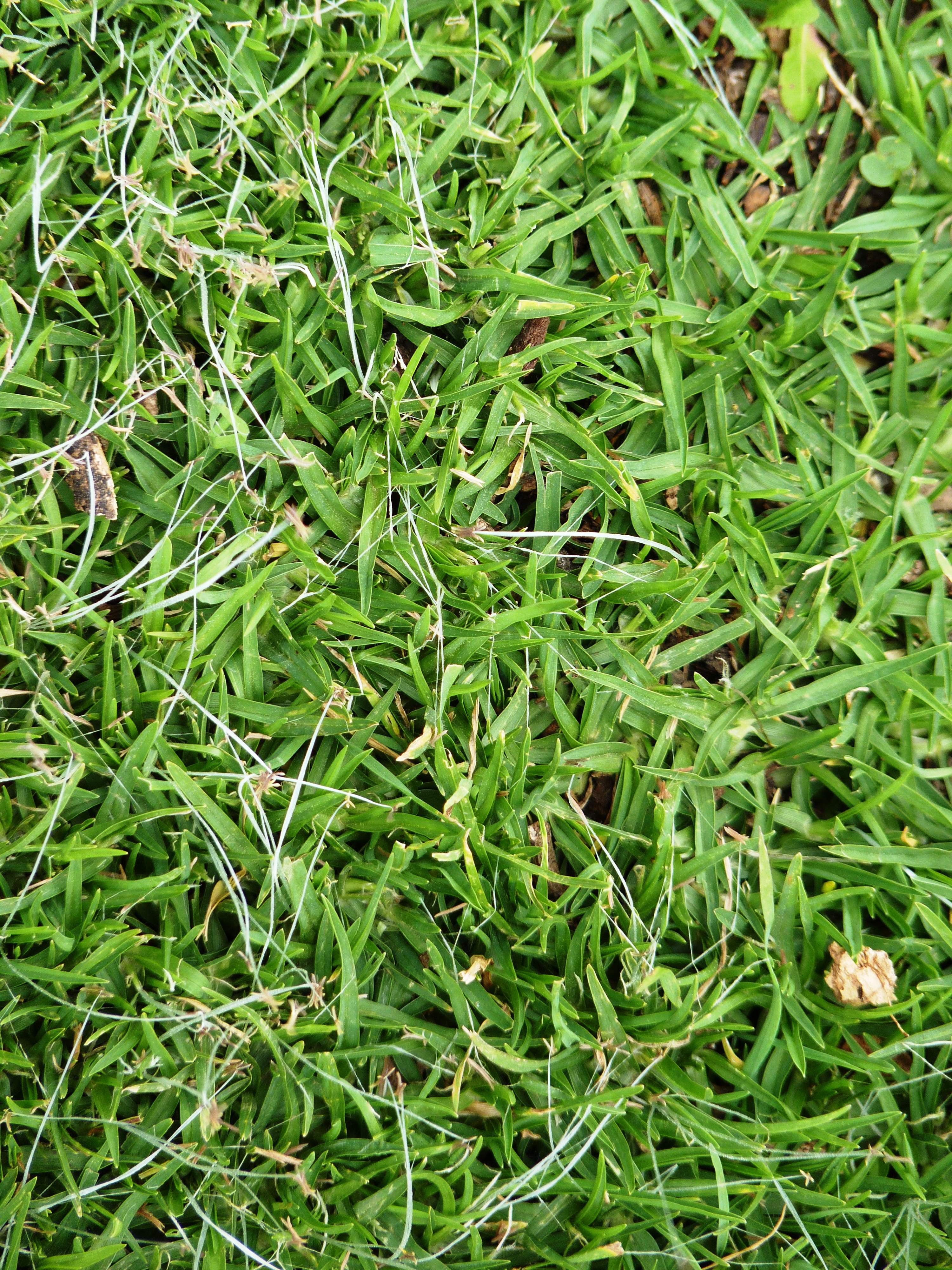
Pasto

## Descripción
Posee matas de hojas laminares, bien angostas y de 11 a 15 cm de longitud; alcanzando como planta 10 a 13 dm de altura.
Tiene alto potencial invasivo debido a sus agresivos rizomas y estolones, con los que penetra la tierra, formando rápidamente densas matas, y suprimiendo a otras especies. Puede trepar sobre otras plantas, sombreándolas, y además produce toxinas herbicidas que matan otras plantas competitivas. Puede matar hasta pequeños árboles, y sobrevivir aun en charcas y corrientes.[cita requerida] Es resistente al pisoteo y al pastoreo, debido a su fuerte red de raíces, que fácilmente crea renovales aéreos de tallos. Se dispersa por trozos de rizomas y por semilla.[cita requerida] Se establece a partir de trozos de estolones plantados a 5 × 5 dm.

## Distribución natural y carácter invasor
Es nativa del trópico de baja elevación en Kenia y alrededores, creciendo en calor húmedo, como ocurre en sus áreas costeras húmedas. Fue introducida en otras zonas de África, Asia, Australia, América, y el Pacífico. 
Debido a su potencial colonizador y constituir una amenaza grave para las especies autóctonas, los hábitats o los ecosistemas, esta especie ha sido incluida en el Catálogo Español de Especies Exóticas Invasoras, regulado por el Real Decreto 630/2013, de 2 de agosto, estando prohibida en Baleares y Canarias su introducción en el medio natural, posesión, transporte, tráfico y comercio.

## Taxonomía
Esta especie fue descrita inicialmente como Pennisetum clandestinum por Christian Ferdinand Friedrich Hochstetter ex Emilio Chiovenda en Annuario del Reale Istituto Botanico di Roma 8(1): 41, pl. 5, f. 2, en 1903, actualmente, es tanto un sinónimo como el basónimo de la misma. Finalmente, sería transferido al género Cenchrus por Osvaldo Morrone y publicado en Annals of Botany. Oxford, new series 106: 127, en 2010.

#### Etimología
Cenchrus: nombre que deriva del griego antiguo κεγκρός (kegchrós) para el mijo o millo (Panicum miliaceum), o cualquier planta de granos pequeños.
clandestinus: epíteto latíno que significa "oculto".